# 국립청주박물관
국립청주박물관(國立淸州博物館)은 국립중앙박물관의 소속기관이다.
청주(淸州)와 충주(忠州)를 중심으로 하는 충북지역의 문화유산을 수집·발굴·전시하고, 문화유산 연구에 중추적 역할을 담당하려는 목적으로 1987년 10월 30일에 개관하였다. 건축가 김수근이 설계했다.
1987년 8월 17일 발족하였으며, 충청북도 청주시 상당구 명암로 143에 위치하고 있다. 관장은 학예연구관으로 보하되, 임기제공무원을 보할 수 있다.

## 연혁
- 1987년 8월 : 국립청주박물관 설치
- 1987년 10월 : 국립청주박물관 개관
- 1998년 7월 : 어린이전시관 개관
- 2004년 10월 : 청명관 개관
- 2007년 3월 : 정보자료관 개관
- 2014년 1월 : 청련관 개관

## 조직

### 관장
- 기획운영과[2]
- 학예연구실[3]

## 소장품
2016년 12월 31일 기준 소장품 현황은 다음과 같다.
| 금속     | 토제     | 도자기  | 석      | 유리 보석 | 초제 | 나무  | 골각 패갑 | 지      | 피모 | 사직  | 종자 | 기타 | 계       |
| -------- | -------- | ------- | ------- | --------- | ---- | ----- | --------- | ------- | ---- | ----- | ---- | ---- | -------- |
| 6,313건  | 13,669건 | 5,925건 | 3,408건 | 376건     | 2건  | 119건 | 156건     | 897건   | 1건  | 147건 | 2건  | 10건 | 31,025건 |
| 11,181점 | 20,548점 | 8,534점 | 6,141점 | 881점     | 2점  | 158점 | 457점     | 1,328점 | 1점  | 182점 | 2점  | 11점 | 49,426점 |

## 같이 보기
- 대한민국의 박물관과 미술관 목록
- 대한민국의 국립 박물관 목록